# Erec Bruckert
Erec Bruckert (Spremberg, 28 de febrero de 1997) es un deportista alemán que compite en bobsleigh en las modalidades doble y cuádruple.
Ganó una medalla de plata en el Campeonato Mundial de Bobsleigh de 2024 y tres medallas en el Campeonato Europeo de Bobsleigh, en los años 2023 y 2024.

## Palmarés internacional
| Campeonato Mundial | Campeonato Mundial    | Campeonato Mundial | Campeonato Mundial |
| Año                | Lugar                 | Medalla            | Prueba             |
| ------------------ | --------------------- | ------------------ | ------------------ |
| 2024               | Winterberg (Alemania) | Medalla de plata   | Cuádruple          |
| Campeonato Europeo |                       |                    |                    |
| Año                | Lugar                 | Medalla            | Prueba             |
| 2023               | Altenberg (Alemania)  | Medalla de oro     | Doble              |
| 2024               | Innsbruck (Austria)   | Medalla de plata   | Cuádruple          |
| 2024               | Sigulda (Letonia)     | Medalla de bronce  | Doble              |